# Luis Ernesto González
Luis González (25 de novembro de 1972) é um ex-futebolista equatoriano que atuava como volante.

## Carreira
González jogou na LDU, Universidad Católica, Aucas, Manta, Imbabura e Talleres. Atuou em 13 partidas com a seleção Equatoriana de futebol.

## Títulos
LDU
- Campeonato Equatoriano: 1998, 1999, 2003, 2005 Apertura
- Série B do Equador: 2001